# 675 (číslo)
Šest set sedmdesát pět je přirozené číslo. Následuje po čísle šest set sedmdesát čtyři a předchází číslu šest set sedmdesát šest. Římskými číslicemi se zapisuje DCLXXV a řeckými číslicemi χοε.

## Matematika
675 je:
- Deficientní číslo
- Složené číslo
- Nešťastné číslo

## Astronomie
- (675) Ludmilla je planetka hlavního pásu, kterou objevil v roce 1908 Joel Hastings Metcalf

## Ostatní
- +675 je mezinárodní telefonní předvolba Papuy Nové Guiney

## Roky
- 675
- 675 př. n. l.